# Stanisław Komski
Stanisław Komski (ur. 24 października 1918 w Brzozowie, zm. 31 lipca 1985 w Sanoku) – pułkownik ludowego Wojska Polskiego.

## Życiorys

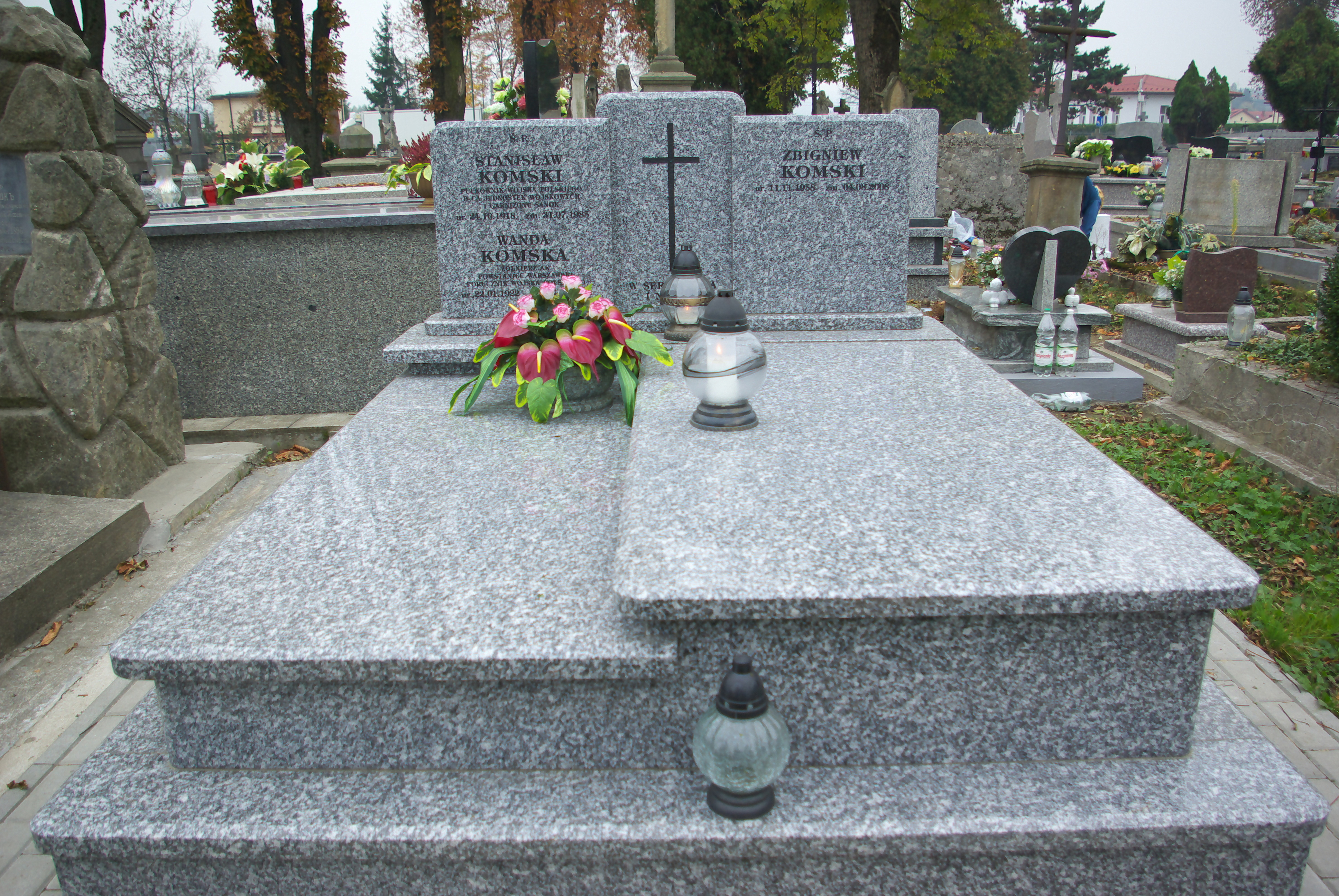
Grobowiec Stanisława i Wandy Komskich

Urodził się 24 października 1918 w Brzozowie. Był synem Michała i Janiny z domu Dobrowolskiej.
Po zakończeniu II wojny światowej został oficerem ludowego Wojska Polskiego. W stopniu majora został dowódcą 11 pułku czołgów w Giżycku. Funkcję pełnił od 22 października 1953 do 31 grudnia 1961. W przerwie podczas sprawowania stanowiska od 31 października 1956 do 31 października 1957 odbył szkolenie na kursie dowódców pułku. W czasie pełnienia funkcji dowódcy pułku awansował na podpułkownika, a następnie na pułkownika. W latach 60. był dowódcą 24 batalionu czołgów średnich w Sanoku (Jednostka Wojskowa 1404). Od 4 listopada 1966 do 2 września 1975 sprawował stanowisko szefa Rejonowej Komendy Uzupełnień w Sanoku.
Zmarł 31 lipca 1985 w Sanoku. Jego żoną była pochodząca z Warszawy Wanda Komska z domu Kaczkiewicz (1922–1992), żołnierz Armii Krajowej, uczestniczka powstania warszawskiego, porucznik Wojska Polskiego, z którą miał dzieci. Oboje zostali pochowani na Cmentarzu Centralnym w Sanoku.